# 11907 Näränen
11907 Näränen (tên chỉ định: 1992 ER8) là một tiểu hành tinh vành đai chính được phát hiện vào ngày 2 tháng 3 năm 1992 tại Đài thiên văn La Silla của Chile và nó được đặt theo tên của Jyri Näränen.